# Battaglia di Shushi (1992)
La battaglia di Shushi fu uno dei più importanti eventi bellici nel corso della prima guerra del Nagorno Karabakh al punto da influenzarne significativamente l'esito finale.
Viene indicata dagli armeni come Liberazione di Shushi (armeno: Շուշիի ազատագրում Shushii azatagrum) e dagli azeri come Occupazione di Shusha (azero: Şuşanın işğalı). Fu la prima significativa vittoria militare delle forze armene.
La battaglia ebbe luogo nella città di montagna strategicamente importante di Shusha (conosciuta come Shushi per gli armeni) la sera dell'8 maggio 1992, e il combattimento si concluse rapidamente il giorno successivo dopo che le forze armene la conquistarono e cacciarono gli azeri.

## Antefatto
La città di Shushi/Shusha allo scoppio della guerra aveva perso anche l'ultima parte residua della componente etnica armena ed era rimasta abitata esclusivamente da azeri. Collocata in altura, tra i 1400 e i 1800 metri, era divenuta quindi una importante roccaforte militare dalla quale controllare le vallate sottostanti e in particolare la piana dove sorgeva, a circa cinque chilometri di distanza in linea d'aria, Stepanakert. Sicché, ancor prima dell'inizio del conflitto, cominciò un incessante bombardamento contro infrastrutture militare armene ma anche abitazioni ed edifici civili.
Con l'intensificarsi dei bombardamenti, almeno 20 000 abitanti su una popolazione di circa 70 000 fuggirono, mentre i restanti vivevano rifugiati negli scantinati.
Inoltre dalla montagna di Shushi era sotto controllo e sotto tiro il cosiddetto Corridoio di Lachin, ossia il punto più vicino tra la neonata repubblica del Nagorno Karabakh e l'Armenia; questo impediva agli armeni rifornimenti di armi e beni di prima necessità.
Forti di questa posizione dominante gli azeri tentarono di conquistare la capitale Stepanakert. Il 26 gennaio 1992 le forze azere di stanza a Shusha circondarono e attaccarono il vicino villaggio armeno Karintak (che si trova sulla strada da Shusha a Stepanakert) nel tentativo di catturarlo. L'operazione fu condotta dall'allora ministro della difesa dell'Azerbaigian, Tajedin Mekhtiev, e avrebbe dovuto preparare il terreno proprio per il futuro attacco a Stepanakert. L'operazione tuttavia fallì, gli azeri persero circa settanta uomini, Mekhtiev lasciò Shusha e fu destituito come ministro della Difesa.

## Preparazione della battaglia
La pianificazione per l'operazione militare iniziò sotto gli auspici del colonnello generale Gurgen Dalibaltayan con la guida di Arkady Ter-Tatevosyan. Tutti i fattori militari erano a favore dell'esercito azero. Gli azeri avevano infatti un vantaggio in termini di quantità e qualità delle attrezzature militari, avevano una superiorità numerica e occupavano le alture così che, a causa della sua posizione strategica, la città poteva essere facilmente difesa. Pertanto, un attacco diretto delle forze armene non era un'opzione praticabile per Dalibaltayan. Inoltre, secondo le convenzioni e le pratiche militari, affinché l'operazione avesse successo, la parte attaccante avrebbe dovuto essere almeno tre o quattro volte più numerosa dei difensori.  Quindi, in collaborazione con il comandante che avrebbe poi guidato le truppe in Shusha, Arkady "Komandos" Ter-Tadevosyan, fu escogitata una strategia di lancio di diversi attacchi diversivi contro i villaggi adiacenti per attirare i difensori della città.
Prima che venisse lanciata l'offensiva contro la cittadella di Shusha, le forze di Ter-Tadevosyan lanciarono inoltre raffiche di artiglieria da diverse direzioni per diverse settimane al fine di "ammorbidire" le difese della città. Dalla fine di febbraio, le forze armate azere avevano rafforzato il crinale e le munizioni di Shusha e stavano facendo la spola con elicotteri per evacuare la popolazione civile della città.

## L'attacco
L'attacco doveva iniziare il 4 maggio, ma per vari motivi (mancanza di munizioni, condizioni meteorologiche avverse, ecc.) fu ritardato. L'8 maggio, le forze armene avevano ammassato una forza di quasi 1 000 combattenti per assaltare Shusha.
All'alba dell'8 maggio, Ter-Tadevosyan diresse le sue forze da diverse direzioni, attaccando dai fianchi e dalla  parte posteriore per evitare la cresta di fronte a Stepanakert che era la posizione più facilmente difendibile della città. La forza armena era divisa in cinque compagnie, quattro delle quali (sotto il comando di Arkady Karapetyan, Valery Chitchyan, Samvel Babayan e Seyran Ohanyan) attaccavano da diverse direzioni, e il quinto (sotto comando di Yura Ovanisyan) rimaneva come riserva nel caso tutti i gruppi necessitassero di un rinforzo immediato. Il contingente principale della forza attaccante era costituito principalmente da fanteria, ma era completato da almeno quattro carri armati e due elicotteri d'attacco.
Trincerato a Shusha era il comandante azero Elbrus Orujev che comandava una forza di diverse centinaia di uomini e carri armati. A causa della vicinanza delle forze attaccanti, i lanciatori GRAD erano tuttavia in gran parte inutili nel loro ruolo di difesa della città. Le truppe delle forze di Orujev riuscirono a respingere i primi armeni che scalarono le rupi della città. Gli uomini di Orujev furono sostenuti da un contingente volontario ceceno guidato dal guerrigliero signore della guerra Šamil' Basaev che fu tra gli ultimi a lasciare la città.
A metà giornata, i combattimenti erano arrivati a interessare le strade interne della città. Con il trascorrere delle ore era evidente il risultato dello scontro sicché progressivamente gli azeri cominciarono ad abbandonare la cittadella fortificata e a ritirarsi.
Nella mattinata del 9 maggio le forze armene avevano definitivamente conquistato la città.

## Conseguenze
Con la conquista/liberazione di Shusha/Shushi cessarono i bombardamenti su Stepanakert e quelli sul corridoio di Lachin che venne presto conquistato dagli armeni che poterono così istituire un cordone ombelicale tra la regione del Nagorno Karabakh e l'Armenia dando una svolta importante al conflitto in atto.